# مركز دراسات بوتان وأبحاث GNH
مركز دراسات بوتان وأبحاث GNH (مركز دراسات بوتان سابقاََ) وهو عبارة عن مركز أبحاث يقع في تيمفو، حيث تأسس المركز عام 1999 بهدف تشجيع الأبحاث والمنح الدراسية في بوتان. وكان رئيس المركز هو داشو كارما أورا.

## المؤلفات

### مجلة دورية
منذ عام 1999 وينشر المركز صحيفة أكاديمية باللغة الإنجليزية بشكل منتظم تُدعى مجلة دراسات بوتان.كما نُشرت نسخ PDF من مقالات المجلة بشكل مجاني وهي متوافرة إلكترونياََ.

### الكتب
Choden، Tashi؛ Desel، Pema؛ Dorji، Lham؛ Kinga، Sonam؛ Penjore، Dorji (2003)، Secret Ballots in Rural Heartland: Gup Elections, 2002، Thimphu: Centre for Bhutan Studies، ISBN 99936-14-09-7